# Věra Jourová
Věra Jourová (Třebíč, 18 agosto 1964) è una politica ceca, dal 1º dicembre 2019 è vicepresidente della Commissione europea responsabile per coordinare le politiche sui valori e la trasparenza, nell'ambito della commissione von der Leyen I. Ha ricoperto l'incarico di Commissaria europea per la giustizia, la tutela dei consumatori e l'uguaglianza di genere nella Commissione Juncker dal 1º novembre 2014 al 30 novembre 2019.
Precedentemente è stata ministra dello sviluppo regionale nel governo presieduto da Bohuslav Sobotka.

## Biografia
Věra Jourová è nata il 18 agosto 1964 a Třebíč, nell'allora Cecoslovacchia.
Oltre al ceco, parla inglese e russo.

### Educazione
Jourová ha studiato dal 1986 presso la facoltà di arte dell'Università Carolina di Praga dove ha conseguito il suo diploma di laurea magistrale in teoria della cultura nel 1991.
Successivamente, nel 2012, ha ottenuto anche una laurea in diritto, sempre all'Università Carolina.

### Carriera professionale
I primi incarichi lavorativi di Věra Jourová furono all'interno dell'amministrazione pubblica locale, prima come segretaria e portavoce dell'Ufficio municipale di Třebíč, sua città natale, tra il 1995 e il 2000, poi come capo del Dipartimento per lo sviluppo regionale della Regione di Vysočina, tra il 2001 e il 2003.
Tra il 2006 e il 2011 svolse attività di consulenza privata in materia di adesione all'Unione europea nei paesi dei Balcani occidentali (Serbia, Montenegro e Macedonia); dal 2006 al 2013 lavorò anche come direttore amministrativo per la Primavera Consulting Ltd., società che fornisce consulenze sui fondi dell'Unione europea ad autorità pubbliche, lavorando in particolare in Romania, Russia, Bielorussia, Lettonia, Estonia, Macedonia, Montenegro, Serbia e Moldavia.
Tra il 2012 e il 2013 Jourová fu apprendista avvocato presso lo studio legale Bezděk & Partners di Praga.

### Carriera politica
La sua carriera politica cominciò nel 2003, quando entrò nel Partito Socialdemocratico Ceco (ČSSD) e fu nominata vice-ministro per lo sviluppo regionale, a capo della Sezione per l'integrazione europea, incarico che mantenne fino al 2006. Le sue competenze includevano la guida della delegazione ceca nel negoziato con la Commissione europea e la Banca europea degli investimenti per i fondi europei e la loro gestione, una volta ottenuti.
Nell'ottobre 2006 fu accusata di aver accettato una tangente di due milioni di corone ceche da Ladislav Péťa, sindaco di Budišov, per ottenere dei finanziamenti dell'Unione europea per la ristrutturazione del castello situato nel suo comune. Per questo passò oltre un mese in carcere in attesa di giudizio; le indagini su di lei si chiusero nel 2008, quando la polizia accertò che la presunta corruzione non era mai avvenuta.
Nel 2006 lasciò il ČSSD e nel 2009 aderì al Partito Democratico Europeo (EDS) per il quale si candidò senza successo alle elezioni europee del 2009 e alle elezioni parlamentari del 2010. Dopo queste due sconfitte abbandonò l'EDS.
Dal 2011 aderisce ad ANO 2011, movimento politico di cui è diventata vicepresidente nel 2013.
Il 26 ottobre 2013 è divenuta membro della Camera dei Deputati della Repubblica Ceca, a seguito delle elezioni parlamentari. Il 29 gennaio 2014 è stata nominata ministro dello sviluppo regionale nel governo Sobotka, incarico che ha conservato fino all'8 ottobre successivo.

### Commissario europeo
Il 10 settembre 2014 Jourová è designata come commissario europeo della Repubblica Ceca in seno alla commissione Juncker, in cui le è stato affidato il portafoglio per la giustizia, la tutela dei consumatori e l'uguaglianza di genere.
Riconfermata come commissario dal governo del suo Paese, dal 1º dicembre 2019 ha assunto il nuovo ruolo di vicepresidente per i valori e la trasparenza nella commissione von der Leyen I, con l'incarico di coordinare il gruppo di lavoro per dare un nuovo slancio per la democrazia europea.
Il 16 dicembre 2022, dopo che Twitter (la cui proprietà è stata acquisita da Elon Musk ad ottobre 2022) ha bloccato i profili di alcuni giornalisti, Jourová ha annunciato l'assunzione di sanzioni da parte della Commissione europea nei confronti del social network per la violazione del Regolamento (UE) 2022/2065 sul mercato unico dei servizi digitali, per il mancato rispetto della libertà dei media e dei diritti fondamentali.
A giugno 2024 Jourová lascia il partito ANO 2011, citando incompatibilità con la sua imminente carriera accademica.